# Kybos osborni
Kybos osborni är en insektsart som först beskrevs av Hartzell 1923.  Kybos osborni ingår i släktet Kybos och familjen dvärgstritar. Inga underarter finns listade i Catalogue of Life.